# Brian Glascock
Brian Glascock (17 juli 1948) is een rockdrummer van The Gods, Toe Fat, the Bee Gees en The Motels. Na het uiteenvallen van The Motels speelde hij op albums van onder anderen Joan Armatrading en Iggy Pop. Hij is de broer van John Glascock (1951 - 1979) die de bassist was van The Gods, Toe Fat, Chicken Shack en Jethro Tull. 